# 황소자리 119

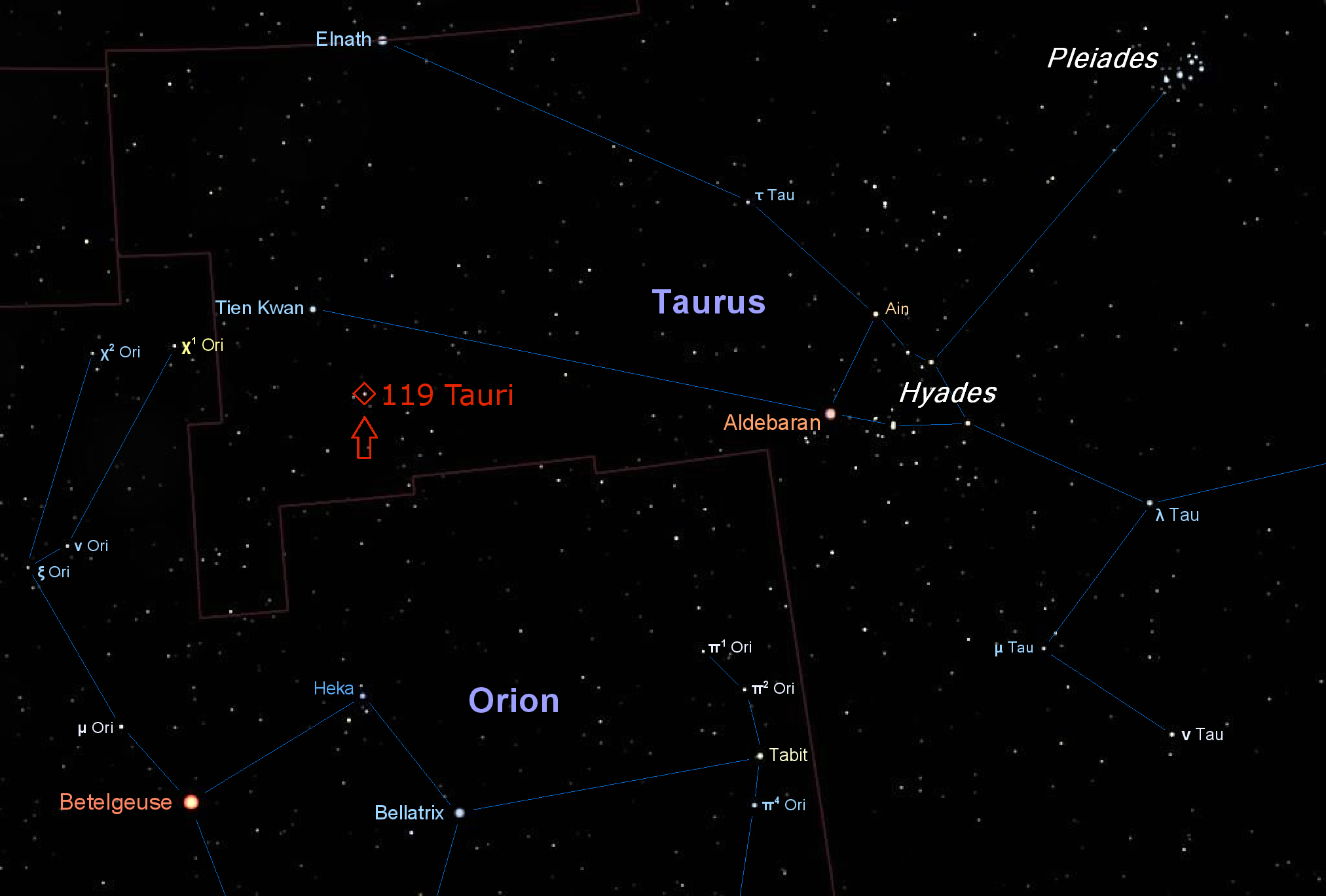

황소자리 119는 황소자리에 있는 적색 초거성이다. 이 별의 반지름은 태양의 587배 정도이다.
119의 분광형은 M으로 평균 겉보기 등급은 4.32이다. 이 별은 지구에서 약 1,920광년 떨어져 있으며 준규칙 변광성이다. 밝기는 165일 주기로 4.23에서 4.54까지 변한다. 119의 색지수는 +2.07로 겉보기 등급 5 이상 밝기의 항성들 중 허셜의 석류석별 다음으로 붉은 빛을 내는 존재이다.